# Nelamangala
Nelmangala là một thị xã panchayat của quận Bangalore Rural thuộc bang Karnataka, Ấn Độ.

## Nhân khẩu
Theo điều tra dân số năm 2001 của Ấn Độ, Nelmangala có dân số 25.206 người. Phái nam chiếm 52% tổng số dân và phái nữ chiếm 48%. Nelmangala có tỷ lệ 78% biết đọc biết viết, cao hơn tỷ lệ trung bình toàn quốc là 59,5%: tỷ lệ cho phái nam là 82%, và tỷ lệ cho phái nữ là 74%. Tại Nelmangala, 11% dân số nhỏ hơn 6 tuổi.